# Rieder (Aislingen)
Rieder ist ein Gemeindeteil von Aislingen im schwäbischen Landkreis Dillingen an der Donau in Bayern.
Das Dorf liegt zwei Kilometer südwestlich von Aislingen auf den Höhen der Iller-Lech-Platte.

## Geschichte
Der Name Rieder, wohl von Rodung abgeleitet, weist auf eine junge Entstehung hin. Die erste urkundliche Erwähnung ist im Jahr 1352 überliefert. Damals war die Grundherrschaft zersplittert, der größte Besitz lag beim Hochstift Augsburg. Rieder zählte 1416 vier Höfe, um 1750 zehn Familien und im Jahr 1813 dreizehn Wohnhäuser.

## Baudenkmäler

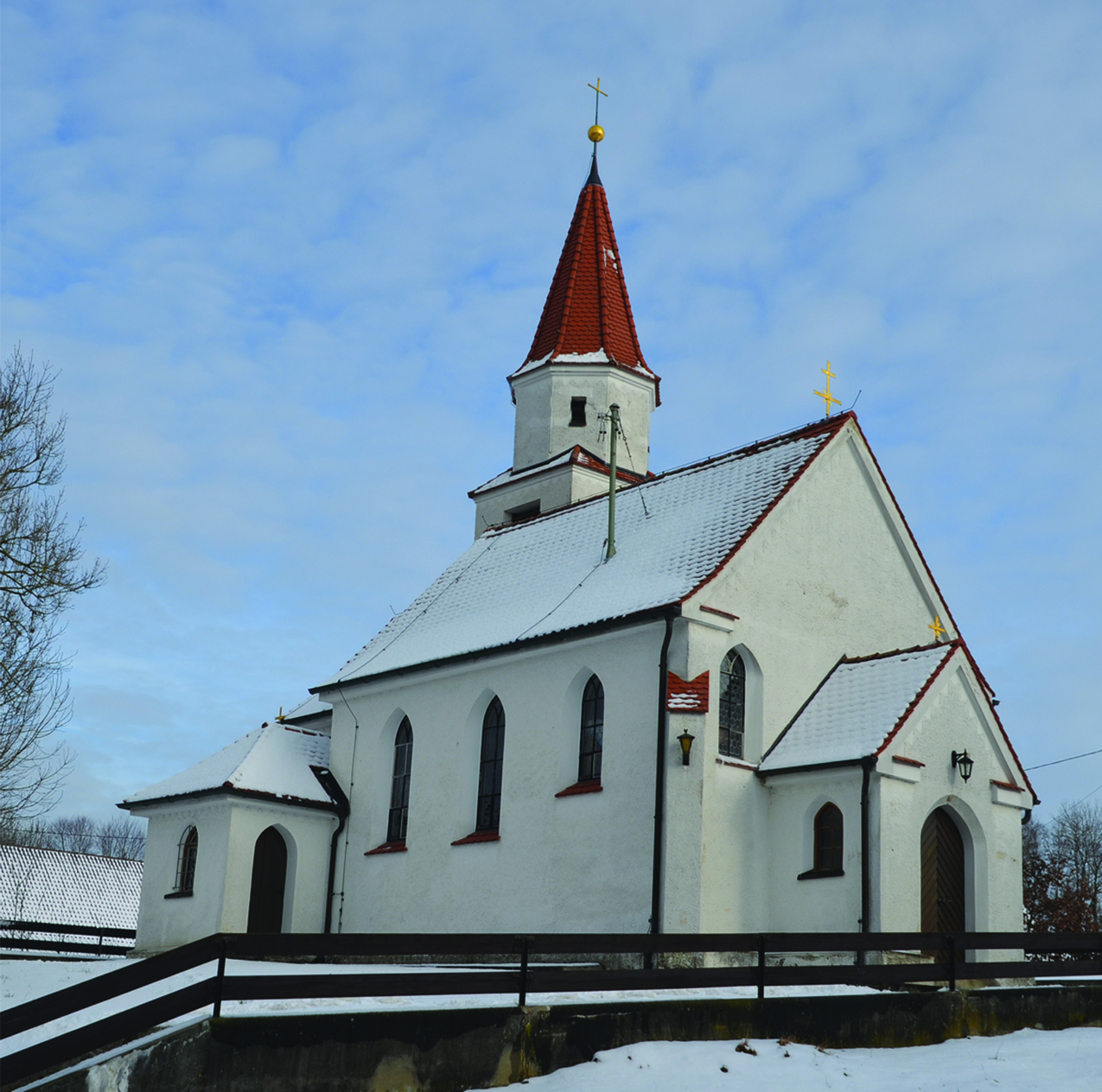
Kapelle St. Isidor

Eine Kapelle ist in Rieder um 1750 bezeugt. Die heutige katholische Kapelle, dem heiligen Isidor geweiht, wurde 1916 im neugotischen Stil erbaut. Aus der Vorgängerkapelle stammt die Pietà aus dem 18. Jahrhundert.

## Bodendenkmäler
Siehe: Liste der Bodendenkmäler in Aislingen

## Wüstungen
Auf der Flur von Rieder gab es mehrere Siedlungen, die wüst geworden sind:
- Eichenloch wurde erstmals 1175 erwähnt und ist wohl Ende des 15. Jahrhunderts abgegangen.
- Hell, möglicherweise nur ein Einzelhof, ist 1423 im Jahr der ersten urkundlichen Überlieferung bereits abgegangen.
- Weitere abgegangene Siedlungen sind Herzlingen und Ottmarshausen.